# Oranje-Fascisten
De Oranje-Fascisten was in 1933 een Nederlandse fascistische politieke partij.
De Oranje-Fascisten (OF) was de kleinste fascistische partij die in 1933 aan de Kamerverkiezingen deelnam. De lijst van deze tweemanspartij bevatte de namen van J.G.A. van Zijst en H.M. Kempenaar en nam als lijst 1 alleen in kieskring III deel. Het resultaat was minimaal: 261 stemmen (0,007%). De OF was het product van een van de vele ruzies, die het fascistische milieu kenmerkten. Zij kwam voort uit de door Adalbert Smit en Alfred Haighton geleide Nationaal-Socialistische Nederlandsche Arbeiderspartij (NSNAP), een sterk antisemitische beweging rondom het blad De Bezem. Korte tijd later nam Van Zijst deel aan de Algemeene Nederlandsche Fascisten Bond en de Corporatieve Concentratie.
 Portaal: Fascisme en nationaalsocialisme in Nederland · Fascisme · Nationaalsocialisme